# Hankelow
Hankelow is een civil parish in het bestuurlijke gebied Cheshire East, in het Engelse graafschap Cheshire met 261 inwoners.